# Finala Campionatului European de Fotbal 1984
Finala Campionatului European de Fotbal 1984 a fost ultimul meci al ediției din 1984 a Campionatului European de Fotbal, turneu organizat de UEFA pentru echipe naționale din Europa și ajuns la a șaptea ediție. Finala s-a disputat pe stadionul Parc des Princes din Paris, Franța, la data de 27 iunie 1984, între țara gazdă, Franța, ajunsă în premieră în finala competiției, și Spania, la a doua finală, după cea câștigată în 1964 când găzduise competiția.
Franța a participat la turneul final din postura de gazdă și a câștigat Grupa 1 cu punctaj maxim după victoriile cu Danemarca, Belgia și Iugoslavia. Spania a câștigat grupa preliminară din care a făcut parte, înregistrând și o victorie record, 12-1 contra Maltei. La turneul final, Spania a ocupat prima poziție în Grupa 2, în care a remizat cu România și Portugalia și a câștigat în fața Germaniei de Vest. Spania și Portugalia au avut același număr de puncte, patru, și aceeași diferență de golaveraj, +1, dar spaniolii au marcat mai multe goluri.
Finala s-a disputat în fața a 47.368 de spectatori și a fost arbitrată de cehoslovacul Vojtech Christov. Prima repriză s-a încheiat fără goluri. În minutul 57, gazdele au deschis scorul prin golul marcat din Michel Platini care a transformat o lovitură liberă de la marginea careului mare spaniol, mingea trecând pe sub portarul Luis  Arconada care părea că va bloca. Franța a rămas în zece jucători în minutul 85 când Yvon Le Roux a primit al doilea cartonaș galben. Însă în minutul 90 gazdele s-au desprins, Jean Tigana lansându-l pe Bruno Bellone care a marcat cu un lob peste Arconada, ieșit în întâmpinare.

## Detaliile meciului
| Franța                  | 2–0    | Spania |
| ----------------------- | ------ | ------ |
| Platini 57' Bellone 90' | Raport |        |

| Franța | Spania |

| P              | 1  | Joël Bats              |         |     |
| FD             | 5  | Patrick Battiston      |         | 73' |
| FC             | 4  | Maxime Bossis          |         |     |
| FC             | 15 | Yvon Le Roux           | 54' 85' |     |
| FS             | 3  | Jean-François Domergue |         |     |
| MD             | 6  | Luis Fernandez         | 30'     |     |
| MC             | 12 | Alain Giresse          |         |     |
| MC             | 14 | Jean Tigana            |         |     |
| MO             | 10 | Michel Platini (c)     |         |     |
| A              | 17 | Bernard Lacombe        |         | 80' |
| A              | 11 | Bruno Bellone          |         |     |
| Schimbări:     |    |                        |         |     |
| F              | 2  | Manuel Amoros          |         | 73' |
| A              | 9  | Bernard Genghini       |         | 80' |
| Selecționer:   |    |                        |         |     |
| Michel Hidalgo |    |                        |         |     |

| P            | 1  | Luis Arconada (c)    |     |     |
| FD           | 2  | Santiago Urquiaga    |     |     |
| FC           | 10 | Ricardo Gallego      | 26' |     |
| FC           | 12 | Salva                |     | 85' |
| FS           | 3  | José Antonio Camacho |     |     |
| MD           | 14 | Julio Alberto        |     | 75' |
| MC           | 7  | Juan Señor           |     |     |
| MC           | 8  | Víctor Muñoz         |     |     |
| MO           | 16 | Francisco            |     |     |
| A            | 11 | Lobo Carrasco        | 30' |     |
| A            | 9  | Santillana           |     |     |
| Schimbări:   |    |                      |     |     |
| A            | 19 | Manuel Sarabia       |     | 75' |
| M            | 15 | Roberto              |     | 85' |
| Selecționer: |    |                      |     |     |
| Miguel Muñoz |    |                      |     |     |